# Konrad von Herzenrode
Konrad von Herzenrode († 1488) aus einem hessischen Adelsgeschlecht war ein Ritter des Deutschen Ordens im 15. Jahrhundert.
Er ist erstmals im Jahre 1451 beurkundet und war ein Verwandter des Hersfelder Fürstabts Konrad von Herzenrode (1438–1452; um 1424 Abt von Hasungen und 1436 Abt seines Heimatklosters Breitenau, in dieser Zeit auch Stiftspförtner von Fulda).  Er stieg im Orden bald zu höheren Ämtern auf.  Von 1466 bis 1468 war er Komtur von Windau, 1470 Komtur in Ascheraden, und danach von 1470 bis 1471 Komtur von Goldingen.  Im Jahre 1472 wurde er als Nachfolger des zum neuen livländischen Landmeister gewählten Bernhard von der Borch Landmarschall von Livland.  Dieses Amt hielt er bis zu seinem Tod im Jahre 1488.  Sein Nachfolger war der spätere Landmeister von Livland, Wolter von Plettenberg.